# Termes de Neró
Les  Termes de Neró  també anomenades  Thermae Alexandrinae  van ser unes Termes de l'antiga Roma. Van ser construïdes a la dècada del 60 dC durant el regnat de Neró, sent reedificades a una escala més gran en època de l'emperador Alexandre Sever, cosa que va provocar que fossin rebatejades com Thermae Alexandrinae. Les  Termes de Neró , tenen una estructura i distribució que serà repetida en altres termes com les construïdes per l'emperador Trajà, o les Termes de Dioclecià que són les que van emprar aquesta distribució a la major escala vista fins llavors.
Aquests banys ocupaven una superfície aproximada de 300 x 120 metres, situant-se a només 50 metres a l'oest del Panteó d'Agripa. Actualment tan sols són visibles alguns vestigis aïllats, però se sap que diversos palaus i esglésies com el Palazzo Madama i San Luigi dei Francesi van emprar murs romans de les termes a l'hora de ser construïts. Diverses columnes extretes amb el pas dels segles s'han utilitzat en monuments com el Panteó d'Agripa. En dates recents s'ha instal·lat a Via dei Staderari un gran piló de granit que probablement procedia del bany calent de les termes.